# Släda IP
Släda IP är en idrottsplats som byggdes 1935 på Alnö utanför Sundsvall måtten är 105 x 65 m. Arenan används främst för fotboll och har ett publikrekord på 7 300 personer. Förutom huvudplanen finns också ytterligare en gräsplan samt en grusplan.
Släda är hemmaarena för Alnö IF:s dam- och herrlag. Damlaget spelade här sju säsonger i högsta damserien. Släda IP blev utvald av Riksidrottsförbundet till en av Sveriges 100 historiska idrottsplatser. Arenan fick celebert besök 1992 då SL Benfica gästspelade mot Alnö IF:s herrlag inför 4 500 åskådare. 